# Discografia di Margherita Vicario
La discografia di Margherita Vicario, cantautrice, attrice e regista italiana, è costituita da due album in studio, una colonna sonora, due EP, ventitré singoli e venti video musicali (inclusi quelli come artista ospite), pubblicati dal 2014.

## Album

### Album in studio
| Anno                                                         | Titolo | Classifiche |
| Anno                                                         | Titolo | ITA         |
| ------------------------------------------------------------ | --- | ----------- |
| 2014                                                         | Minimal Musical - Pubblicato: 6 dicembre 2014 - Etichetta: Fiorirari - Formati: CD, download digitale                          | —           |
| 2021                                                         | Bingo - Pubblicato: 11 maggio 2021 - Etichetta: Island, Universal Music Italia - Formati: CD, download digitale, LP, streaming | 5           |
| "—" indica una pubblicazione non classificata in quel paese. | |             |

### Colonne sonore
- 2024 – Gloria!

## Extended play
| Anno | Titolo |
| ---- | --- |
| 2014 | Esercizi preparatori - Pubblicato: 20 maggio 2014 - Etichetta: Fiorirari - Formati: CD, download digitale                  |
| 2024 | Showtime - Pubblicato: 19 gennaio 2024 - Etichetta: Island, Universal Music Italia - Formati: download digitale, streaming |

## Singoli

### Come artista principale
| Anno | Titolo                       | Album di provenienza |
| ---- | ---------------------------- | -------------------- |
| 2013 | Nota bene                    | Esercizi preparatori |
| 2014 | Per un bacio                 | Minimal Musical      |
| 2017 | La matrona                   | /                    |
| 2018 | Castagne                     | /                    |
| 2019 | Abaué (morte di un trap boy) | Bingo                |
| 2019 | Mandela                      | Bingo                |
| 2019 | Romeo (feat. Speranza)       | Bingo                |
| 2020 | Giubbottino                  | Bingo                |
| 2020 | Pincio                       | Bingo                |
| 2020 | Is This Love (cover)         | /                    |
| 2020 | Piña colada (feat. Izi)      | Bingo                |
| 2021 | Equatore (con Rancore)       | Bingo                |
| 2021 | Orango tango                 | Bingo                |
| 2021 | Come va                      | Bingo                |
| 2021 | La meglio gioventù           | /                    |
| 2022 | Astronauti                   | /                    |
| 2022 | Onde                         | /                    |
| 2023 | Ave Maria                    | Showtime             |
| 2023 | Canzoncina                   | Showtime             |
| 2023 | Magia                        | Showtime             |
| 2024 | Dove te ne vai               | Showtime             |
| 2024 | Aria!                        | Gloria!              |

### Come artista ospite
| Anno | Titolo                                        | Album di provenienza |
| ---- | --------------------------------------------- | -------------------- |
| 2021 | Karma Sutra (Selton feat. Margherita Vicario) | Benvenuti            |

## Collaborazioni
| Anno | Titolo                                                                            | Album di provenienza                    |
| ---- | --------------------------------------------------------------------------------- | --------------------------------------- |
| 2016 | Il cuore va nell'organico (Kahbum feat. Margherita Vicario e Lucio Corsi)         | Kahbum stagione 1                       |
| 2019 | Ciampino (Iva Collister feat. Margherita Vicario)                                 | /                                       |
| 2020 | Sposa (Elodie feat. Margherita Vicario)                                           | This Is Elodie                          |
| 2021 | Muoio di noia (Lo Stato Sociale feat. Margherita Vicario e Danti)                 | Lodo                                    |
| 2021 | Baby Mama (Vipra feat. Margherita Vicario)                                        | Simpatico, solare, in cerca di amicizie |
| 2021 | Ginga (Gaia feat. Francesca Michielin e Margherita Vicario)                       | Alma                                    |
| 2021 | Natale per te (Deejay All Stars, Elodie, Dardust e Margherita Vicario)            | /                                       |
| 2022 | Be My Baby (La Rappresentante di Lista feat. Cosmo, Margherita Vicario e Ginevra) | My Mamma Ciao ciao Edition              |
| 2022 | Senza paura (Raphael Gualazzi feat. Margherita Vicario)                           | Il bar del sole                         |
| 2023 | La cattiva educazione (Vinicio Capossela feat. Margherita Vicario)                | Tredici canzoni urgenti                 |
| 2023 | Il tempo del Marre (Bianco feat. Margherita Vicario)                              | Certo che sto bene                      |
| 2024 | Come quando fuori piove (Levante feat. Margherita Vicario)                        | Manuale distruzione - 10 anni dopo      |

## Partecipazioni
| Anno | Titolo            | Artista           | Album di provenienza                           |
| ---- | ----------------- | ----------------- | ---------------------------------------------- |
| 2009 | Call Me Now       | Clizia Fornasier  | Sole & I Demoni - Back to Piper                |
| 2019 | Noi non ci saremo | Francesco Guccini | Note di viaggio - Capitolo 1: venite avanti... |

## Video musicali
| Anno | Titolo                       | Regista/i                          |
| ---- | ---------------------------- | ---------------------------------- |
| 2015 | Il responsabile              | Matteo Keffer                      |
| 2015 | Per un bacio                 | Margherita Vicario e Matteo Keffer |
| 2017 | La matrona                   | Federico Cangianiello              |
| 2018 | Castagne                     | Matteo Di Simone                   |
| 2019 | Abaué (morte di un trap boy) | Francesco Coppola                  |
| 2019 | Mandela                      | Ivan Cazzola                       |
| 2019 | Romeo                        | Francesco Coppola                  |
| 2020 | Giubbottino                  | Francesco Coppola                  |
| 2020 | Pincio                       | Francesco Coppola                  |
| 2020 | Piña colada                  | Francesco Coppola                  |
| 2021 | Equatore                     | Andrea Folino                      |
| 2021 | Orango tango                 | Attilio Cusani                     |
| 2021 | Come va                      | Francesco Coppola                  |
| 2021 | La meglio gioventù           | Francesco Coppola                  |
| 2022 | Astronauti                   | Roberto Cruciani                   |
| 2022 | Onde                         | Trilathera                         |
| 2023 | Ave Maria                    | Francesco Coppola                  |
| 2023 | Canzoncina                   | Francesco Coppola                  |
| 2024 | Dove te ne vai               | Francesco Coppola                  |
| 2024 | Aria!                        | Francesco Coppola                  |